# Vinding Kirke (Vejle Kommune)
 For alternative betydninger, se Vinding Kirke. (Se også artikler, som begynder med Vinding Kirke)
Vinding Kirke er en middelalderkirke i Vinding Sogn i Vejle Kommune. Indtil Kommunalreformen i 1970 lå kirken i Holmans Herred (Vejle Amt).
Kirken består af skib og kor, tårn mod vest og våbenhus mod syd. Skib og
kor er fra romansk tid, ca. 1150 af granitkvadre på sokkel med skråkant.
Korbuen er bevaret, norddøren og to oprindelige vinduer ses tilmuret. I skibets mure er der to granitsten med figurer.
I den senere middelalder blev tårnet tilføjet af samme bredde som skibet, med rundbue ind til skibet, af
munkesten. Våbenhuset er af nye, små sten. Hele kirken har fladt loft, tårnrummet
har vistnok været hvælvet; 1573 nævnes kirken som meget faldefærdig.
Altertavle og prædikestol er fra slutningen af det 18. århundrede. Figurer fra en ældre gotisk tavle findes
i kirken. Der er en romansk granitdøbefont. Alterkalk er fra 1765, skænket af købmand Jens Fævejle
fra Vejle, som da havde købt kirken af kronen.
Kirkens inventar blev renoveret i 2008 med et nyt alterbillede af Maja Lisa Engelhardt og et nyt granitalterbord, tegnet af arkitekt Ebbe Lehn Petersen.